# Ludwik VIII Lew
Ludwik VIII Lew, fr. Louis VIII le Lion (ur. 5 września 1187 w Paryżu, zm. 8 listopada 1226 w Château de Montpensier-en-Auvergne) – król Francji w latach 1223–1226. Syn Filipa II Augusta z dynastii Kapetyngów i Izabelli z Hainaut.

## Książę Ludwik
W 1216 angielscy baronowie zbuntowali się przeciwko rządom króla Jana bez Ziemi i zaproponowali tron angielski Ludwikowi. Inwazja Anglii spotkała się z niewielkim tylko oporem, Ludwik wkroczył do Londynu, gdzie w maju 1216 został proklamowany (lecz nie koronowany) królem Anglii w katedrze św. Pawła. 14 czerwca zdobył Winchester i kontrolował ponad połowę królestwa Anglii. W 1217 stopniowo utracił poparcie wspierających go baronów i na mocy traktatu z Lambeth zmuszony został do rezygnacji z roszczeń do korony angielskiej na rzecz Henryka III.

## Król Ludwik

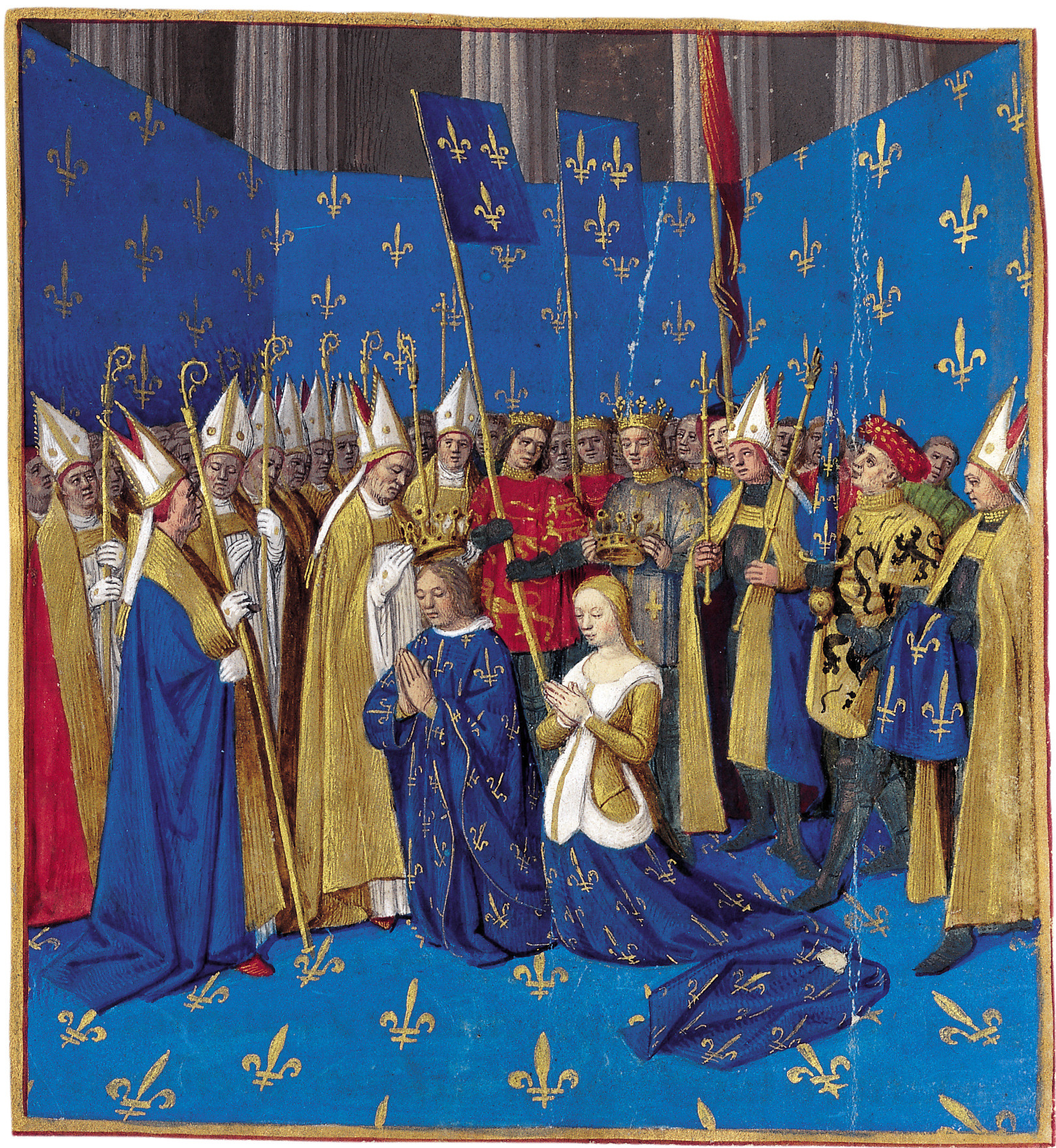
Koronacja Ludwika i Blanki Kastylijskiej

Ludwik objął tron francuski po śmierci swojego ojca, Filipa II Augusta, 14 lipca 1223. Koronacja jego i jego żony – Blanki Kastylijskiej nastąpiła 6 sierpnia 1223, w katedrze w Reims. Jako król kontynuował konflikt z Plantagenetami, zdobywając na nich Poitou i Saintonge w 1224.
1 listopada 1223 Ludwik wydał edykt zabraniający arystokracji francuskiej pożyczania pieniędzy od Żydów. Egzekwowanie tego edyktu było jedną z przyczyn długoletniego konfliktu z Tybaldem IV, hrabią Szampanii.
W 1225 synod w Bourges ekskomunikował hrabiego Tuluzy Rajmunda VII i ogłosił krucjatę przeciwko niemu. Król Ludwik chętnie przyłączył się do krucjaty, pragnąć umocnić i rozszerzyć władzę królewską w Langwedocji. Hrabia Foix, Roger Bernard II próbował mediacji pomiędzy monarchą a wyklętym arystokratą, ale Ludwik odrzucił rozwiązania dyplomatyczne na rzecz siłowych. W lipcu 1226 król dotarł do Awinionu i zdobył miasto po trzymiesięcznym oblężeniu. Chory na dyzenterię, umarł we wsi Montpensier w Owerni 8 listopada 1226.
Grób króla znajduje się w bazylice Saint-Denis. Następcą został jego syn, Ludwik IX Święty.

## Małżeństwo i potomstwo
W wieku trzynastu lat poślubił 23 maja 1200 Blankę Kastylijską, córkę króla Alfonsa VIII, z którą miał liczne potomstwo:
- Filip (ur. 9 września 1209, zm. 1218)
- Ludwik IX Święty (ur. 25 kwietnia 1214, zm. 25 sierpnia 1270) – król Francji w latach 1226–1270, kanonizowany w 1297
- Robert I d’Artois (ur. 1216, zm. 1250) – hrabia Artois
- Filip (ur. 1218, zm. 1220)
- Jan (ur. 1219, zm. 1232) – hrabia Andegawenii i Maine
- Alfons z Poitiers (ur. 1220, zm. 1271) – książę Owernii, hrabia Poitiers i Tuluzy
- Filip Dagobert (ur. 1222, zm. 1232)
- Izabela (ur. 1225, zm. 1269) – późniejsza święta
- Stefan (ur. 1225 zm. 1226)
- Karol Andegaweński (ur. 1226, zm. 1285) – hrabia Andegawenii i Maine (1246-85), Prowansji i Forcalquier (1246-85), król Sycylii (1265-85), król Neapolu (1282-85), tytularny król Jerozolimy etc.